# Dům důstojníků (Bělehrad)
Dům důstojníků se v Bělehradě nachází na adrese Kralja Milana 48, v centru metropole. Jedná se o kulturní památku z 19. století. 

## Historie

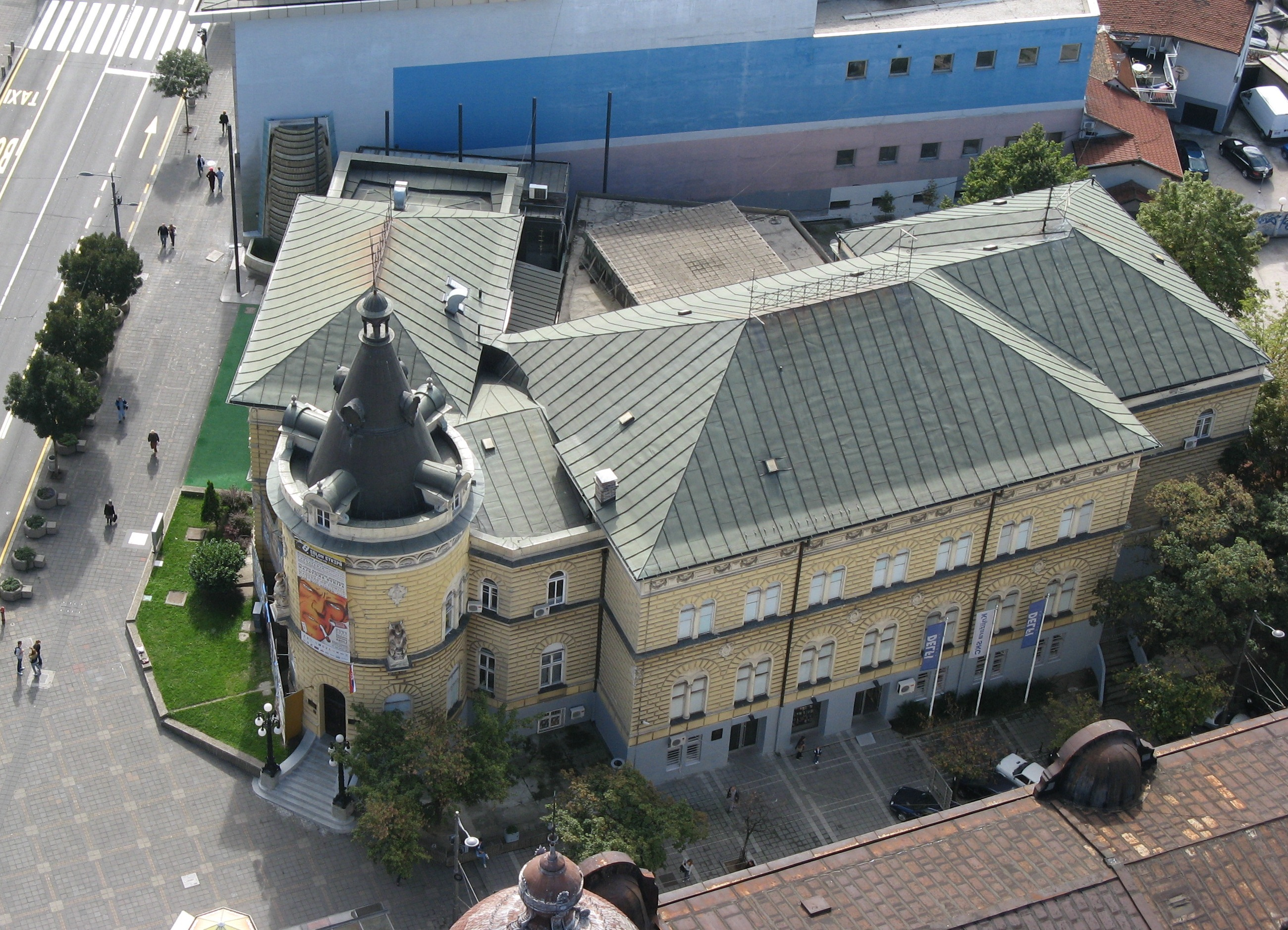
Pohled na objekt.

Dům byl dokončen v roce 1895 podle projektu architektů Jovana Ilkiće a Milorada Ruvidiće. Architekti stavbu navrhli tak, aby zdůraznili specifičnost rohové parcely. Do jejího čela proto umístili věž s kruhovým půdorysem, zakončenou kuželovitou střehou. Uvnitř věže se nachází vstup a hlavní vestibul, odsud vede hlavní schodiště do patra. V pravém křídle se nachází velká hala s galerií určená pro společenské události. Fasáda budovy byla ovlivněna novobyzantským slohem. Architektonicky rovněž vykazuje podobné znaky, jako některé další vojenské stavby, které vznikly v závěru 19. století (stará Milošova kasárna, Manjež, Kasárna VII. pluku apod.). 
Výstavbu domu nařídil tehdejší srbský panovník Alexandr I. Obrenović. Otevřen byl proto také na den jeho narozenin. Měla sloužit především pro zábavu a rozptýlení důstojnického sboru srbské armády. Kromě toho stavba sloužila i pro konání společenských akcí (bálů) a výstav. Budova byla místem přípravy atentátu na dynastii Obrenovićů. 
Původní vzhled stavby se nedochoval; dům byl obnoven po roce 1945. V roce 1968 byla předána Bělehradské univerzitě. Následovala další rekonstrukce v letech 1969–1971. Po jejím dokončení zde bylo umistěno Studentské kulturní centrum. Byl kompletně přebudován interiér; hlavní vchod byl uzavřen a používal se boční vchod z Resavské ulice.